# Кобилець (струмок)
Кобилець — струмок в Україні у Тячівському районі Закарпатської області. Ліва притока річки Терешілки (басейн Дунаю).

## Опис
Довжина струмка приблизно 6,20 км, найкоротша відстань між витоком і гирлом — 3,25  км, коефіцієнт звивистості річки — 1,91 . Формується багатьма струмками.

## Розташування
Бере початок на південно-східних схилах гори Полонинка-Гора (1047,1 м). Спочатку тече переважно на південний схід, далі тече на південний захід і у селі Тарасівка впадає у річку Терешілку, праву притоку річки Тересви.